# Warzywa

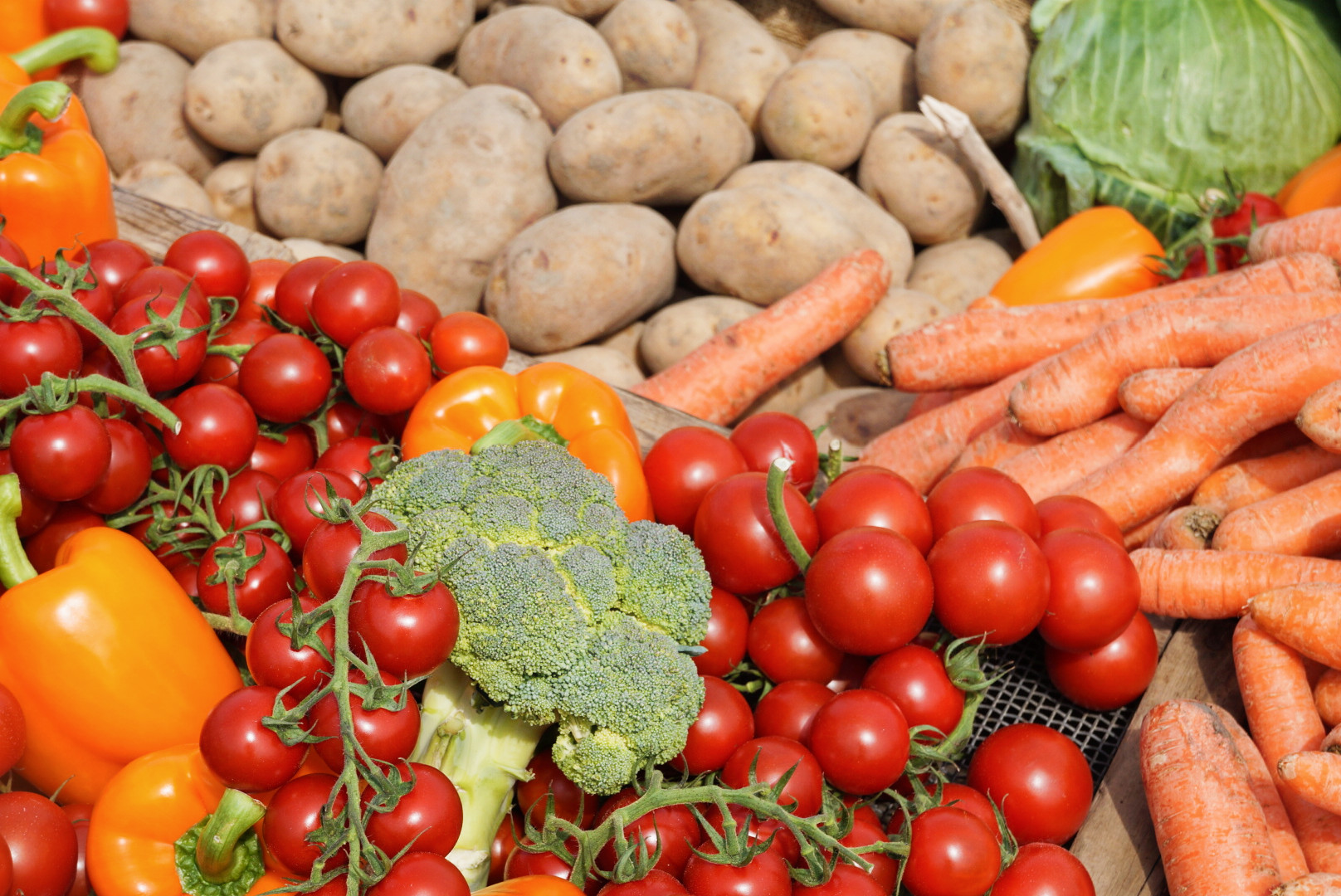
Różne warzywa – marchew zwyczajna, pomidor koktajlowy, brokuł, papryka, ziemniak, kapusta

Rośliny warzywne, warzywa, jarzyny – rośliny jednoroczne, dwuletnie lub byliny, które w całości lub w części stanowią pokarm człowieka. Mogą być spożywane w stanie surowym lub po obróbce cieplnej. Częściami użytkowymi roślin warzywnych mogą być całe rośliny lub tylko: liście, owoce, kwiatostany, bulwy, łodygi i korzenie.
W formalnej klasyfikacji towarów spożywczych warzywa to grupa produktów roślinnych przeznaczonych do spożycia, obejmująca poza tym co tradycyjnie uznawane jest za warzywa, także jadalne grzyby oraz pąki kwiatowe kaparów i owoce oliwek (z wyjątkiem stosowanych do produkcji olejów), mimo że są to składowe roślin krzewiastych i drzewiastych. Z kolei owoce truskawek, poziomek i ananasów, mimo że są to rośliny zielne, klasyfikowane są jako owoce. Uprawą i produkcją warzyw zajmuje się warzywnictwo.
Warzywa są bardzo ważnym składnikiem pokarmu człowieka – stanowią źródło witaminy C i prowitaminy A, a także błonnika i składników mineralnych. Mają wysoką wartość biologiczną i dietetyczną.
Rośliny warzywne należą do wielu rodzin i pochodzą z różnych stron świata. W sumie na świecie jako warzyw używa się co najmniej 250 gatunków, z czego ok. 50 spożywanych jest w Polsce.

## Warzywo a jarzyna
Z czasem zatarta została różnica w znaczeniu obu terminów i w różnych źródłach „warzywa” i „jarzyny” oznaczane są jako synonimy. W innych mianem jarzyn określa się rośliny jadalne, wysiewane w okresie wiosennym (jare), zbierane tego samego roku i spożywane w stanie surowym. Warzywa dla odmiany to rośliny jadalne wymagające obróbki cieplnej (uwarzenia).

## Klasyfikacja warzyw
Najczęściej stosowane kryteria podziału warzyw dzielą je zgodnie z klasyfikacją biologiczną lub na grupy użytkowe. Pierwsze kryterium jest użyteczne ze względu na podobieństwa roślin spokrewnionych zarówno w wyglądzie, jak i budowie i składzie. Drugie kryterium odwołuje się do podobieństwa metod uprawy. Przedstawiony poniżej podział na grupy w wielu przypadkach pokrywa się z przynajmniej częściowo z podziałem systematycznym (np. wszystkie warzywa kapustne i rzepowate to rośliny z rodziny kapustowate, a rośliny strączkowe to bobowate).
Warzywa dzieli się poza tym ze względu na długość okresu rozwoju na:
- jednoroczne (np. rzodkiew zwyczajna, pomidor zwyczajny);
- dwuletnie (tych jest najwięcej, np. cebula zwyczajna, marchew zwyczajna);
- wieloletnie (np. szparag lekarski, rabarbar ogrodowy)[8].

### Warzywa kapustne

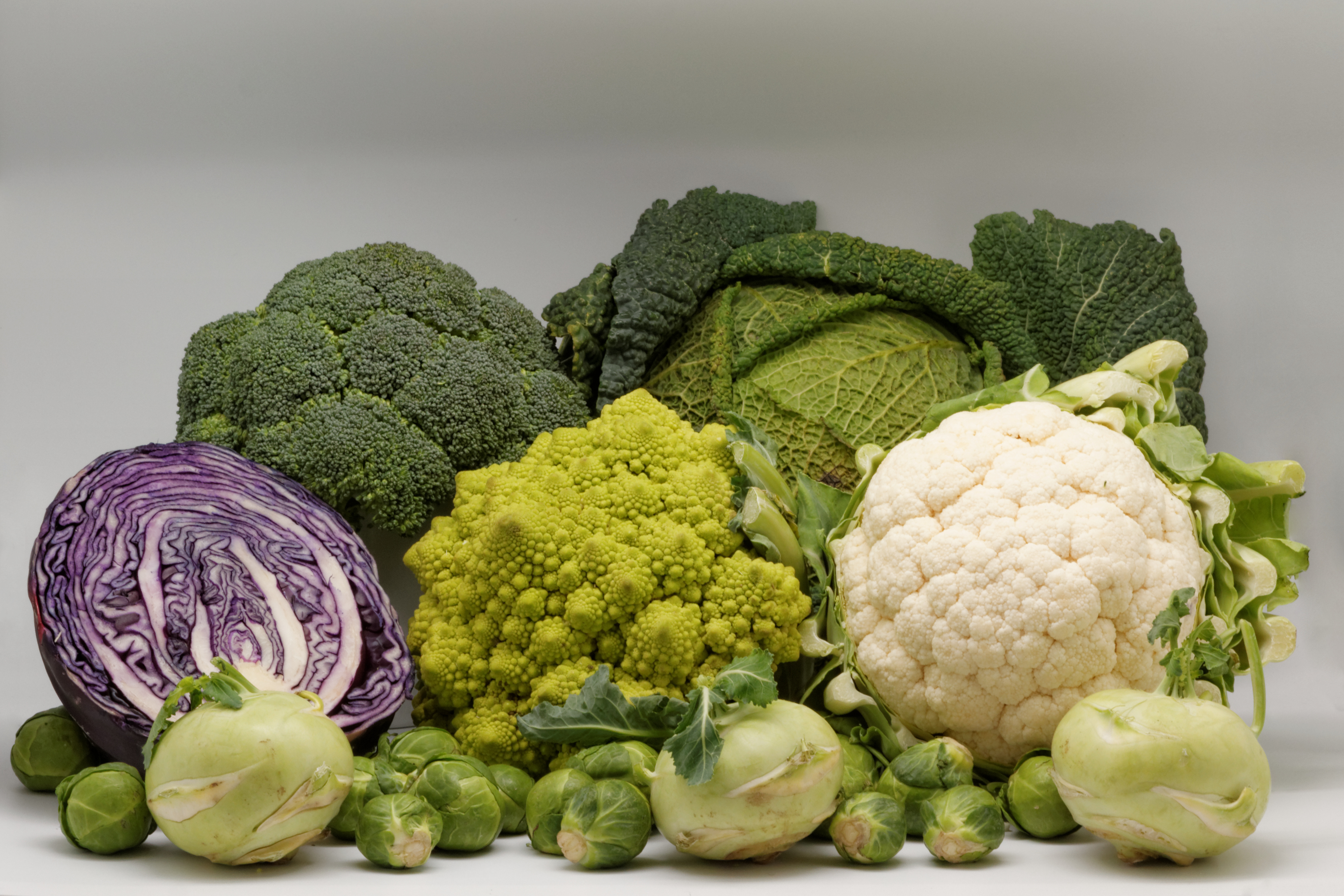
Warzywa kapustne

- brokuł (Brassica oleracea var. botrytis italica)
- jarmuż (Brassica oleracea convar. acephala var. sabellica)
- kalafior (Brassica oleracea var. botrytis)
- kalarepa (Brassica oleracea var. gongylodes)
- kapusta brukselska, brukselka (Brassica oleracea var. gemmifera)
- kapusta chińska (Brassica chinensis)
- kapusta głowiasta biała (Brassica oleracea var. capitata f. alba)
- kapusta głowiasta czerwona (Brassica oleracea var. capitata f. rubra)
- kapusta pekińska (Brassica pekinensis)
- kapusta włoska (Brassica oleracea var. sabauda)

### Warzywa cebulowe
- cebula zwyczajna (Allium cepa)

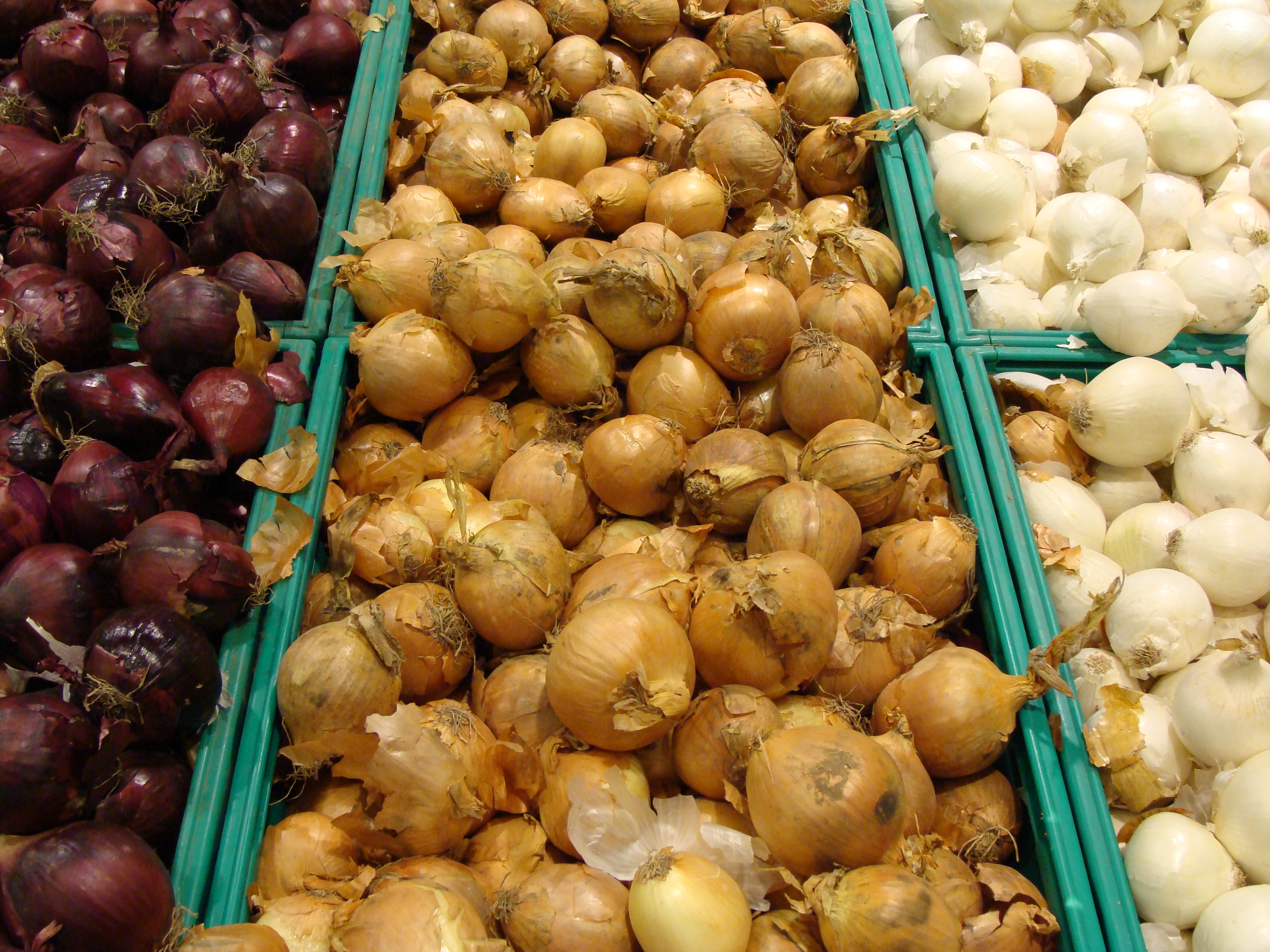
Cebula

  - cebula kartoflanka (Allium cepa var. aggregatum)
  - cebula wielopiętrowa (Allium cepa var. proliferum)
- cebula perłowa (Allium ampeloprasum)
- czosnek pospolity (Allium sativum)
- czosnek askaloński, szalotka (Allium ascalonicum)
- czosnek dęty, cebula siedmiolatka (Allium fistulosum)
- czosnek rokambuł (Allium ophioscordon)
- por (Allium porrum)
- szczypiorek (Allium schoenoprasum)

Częściami użytkowymi są cebula i liście. Warzywa cebulowe mają specyficzny smak i zapach, dzięki czemu używane są przede wszystkim jako rośliny przyprawowe (wyjątkiem jest cebula i por).

### Warzywa liściowe

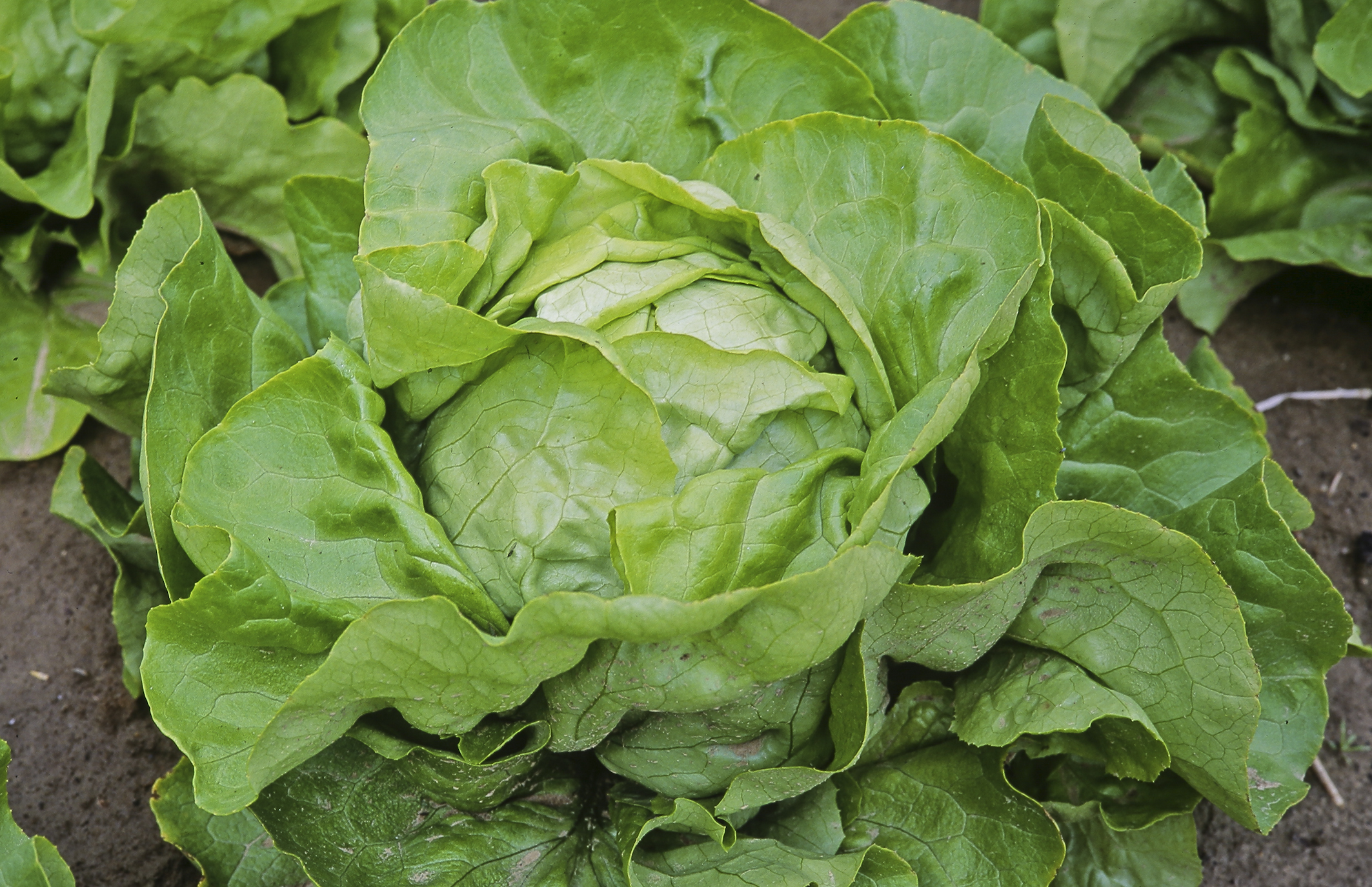
Główka sałaty

- burak liściowy, boćwina (Beta vulgaris var. cicla)
- burak ćwikłowy, botwina (Beta vulgaris var. esculenta)
- cykoria sałatowa (Cichorium intybus var. foliosum)
- cykoria endywia (Cichorium endivia)
- pietruszka naciowa (Petroselinum hortense ssp. macrocarpum)
- portulaka pospolita, p. warzywna (Portulaca oleracea)
- roszpunka warzywna (Valerianella locusta)
- pieprzyca siewna, rzeżucha ogrodowa (Lepidium sativum)
- rukiew wodna (Nasturtium officinale)
- sałata siewna (Lactuca sativa)
- seler naciowy (Apium graveolens var. dulce)
- szpinak warzywny (Spinacia oleracea)
- trętwian czterorożny, szpinak nowozelandzki (Tetragonia expansa)
- rokietta siewna, rukola (Eruca sativa)
- mniszek pospolity, m. lekarski (Taraxacum officinale)

### Warzywa korzeniowe

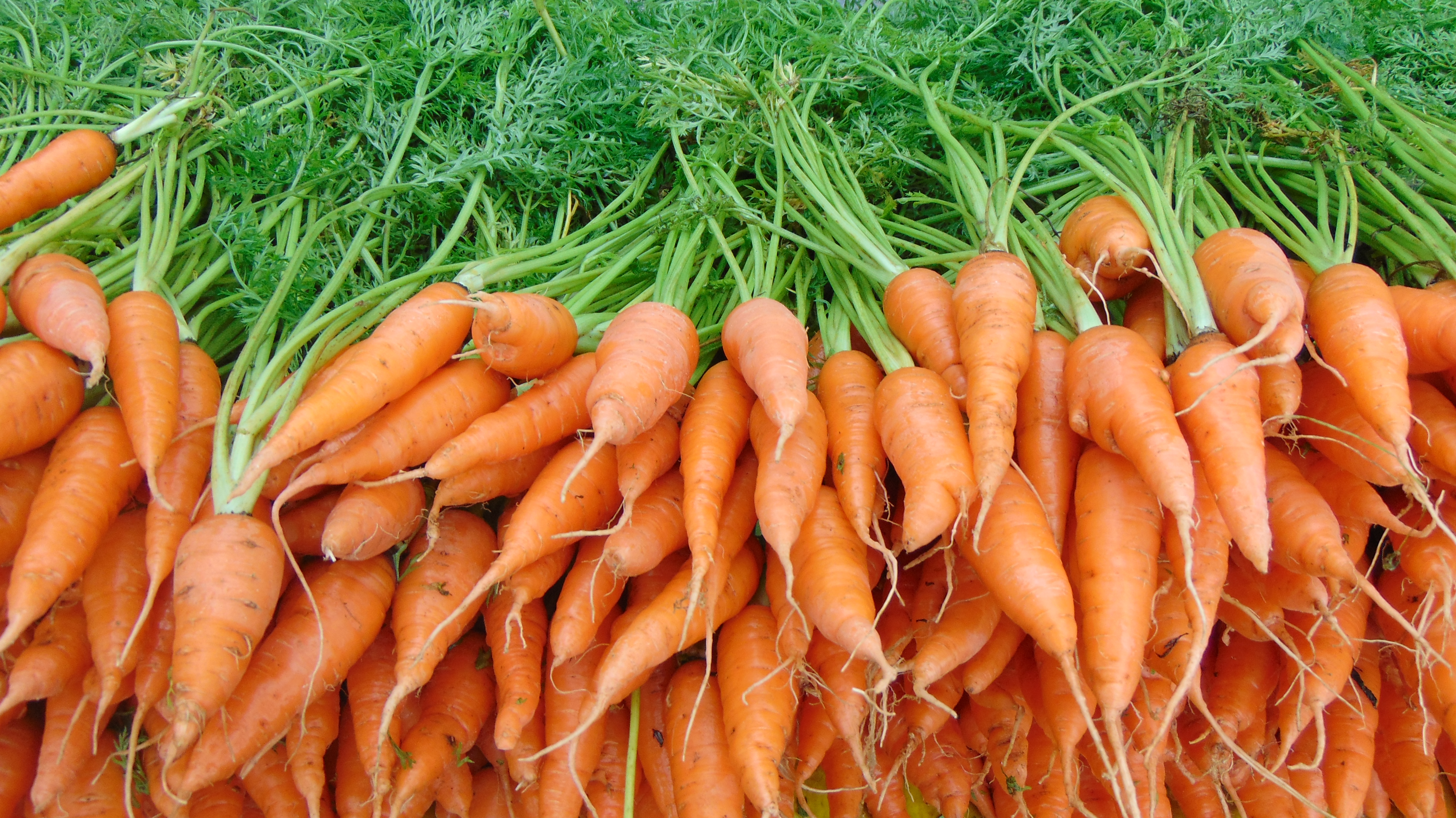
Marchew

- wilec ziemniaczany, batat (Ipomoea batatas)
- burak ćwikłowy (Beta vulgaris)
- maniok jadalny (Manihot esculenta)
- maranta trzcinowa (Maranta arundinacea)
- marchew zwyczajna (Daucus carota)
- pasternak zwyczajny (Pastinaca sativa)
- pietruszka korzeniowa (Petroselinum hortense ssp. microcarpum)
- salep (bulwy storczyków, gł. storczyka męskiego Orchis maculata)
- kozibród porolistny, salsefia (Tragopogon porrifolius)
- seler korzeniowy (Apium graveolens var. rapaceum)
- słonecznik bulwiasty, topinambur (Helianthus tuberosus)
- wężymord czarny korzeń, skorzonera (Skorzonera hispanica)

### Warzywa psiankowate

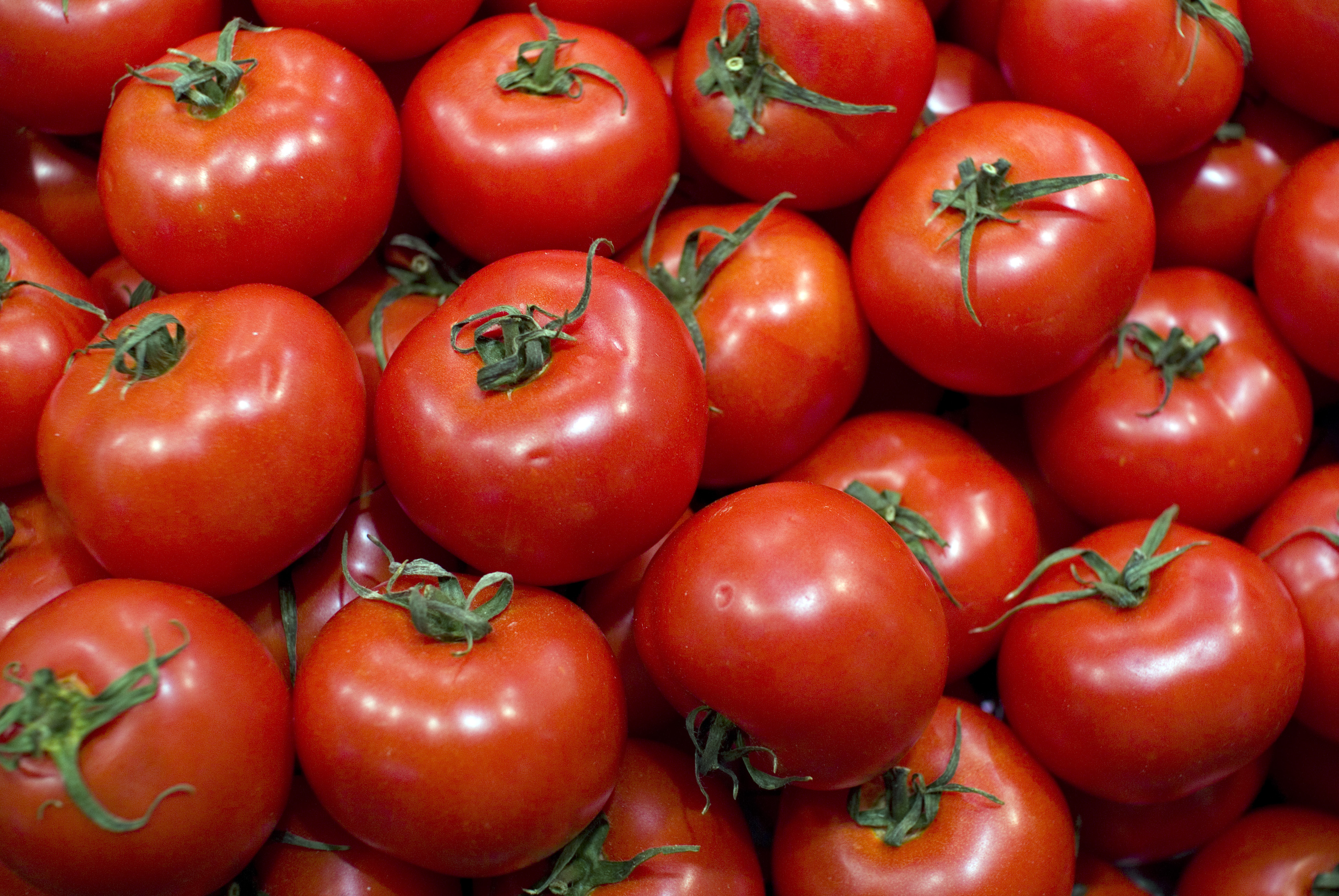
Pomidory

- oberżyna, bakłażan (Solanum melongena)
- papryka roczna (Capsicum annuum)
- pomidor zwyczajny (Solanum lycopersicum)
  - pomidor koktajlowy (Solanum lycopersicum var. cerasiforme)[9]
- ziemniak (Solanum tuberosum)
- miechunka peruwiańska, rodzynek brazylijski (Physalis peruviana)
- miechunka pomidorowa (Physalis ixocarpa)

### Warzywa dyniowate
- dynia zwyczajna (Cucurbita pepo)
  - dynia makaronowa
  - kabaczek, cukinia
  - patison

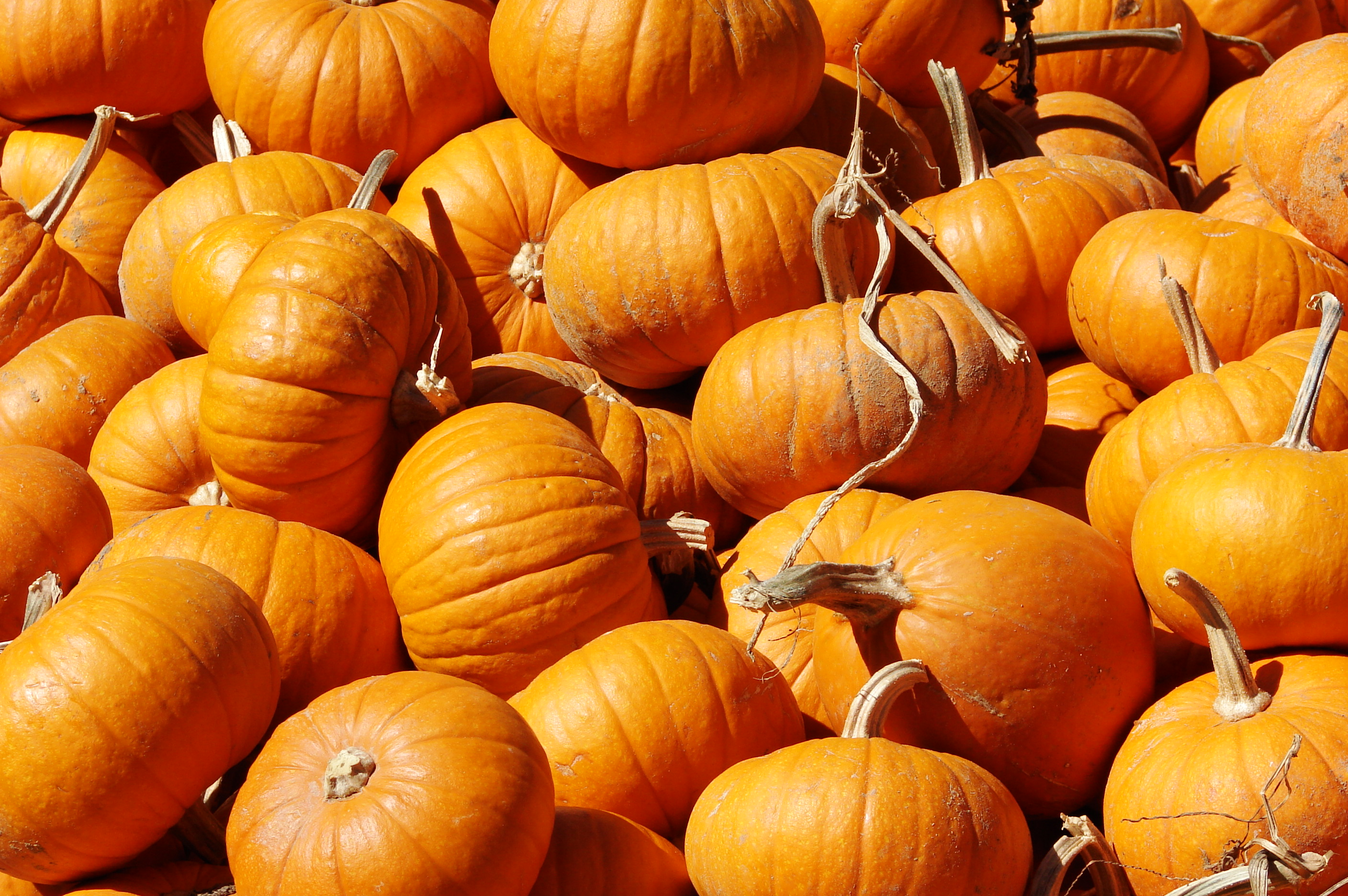
Dynia zwyczajna

- dynia olbrzymia (Cucurbita maxima)
- melon (Cucumis melo)
- ogórek siewny (Cucumis sativus)
- arbuz zwyczajny, kawon (Citrullus lanatus)

### Warzywa rzepowate
- brukiew, karpiel (Brassica napus var. napobrassica)
- rzepa (Brassica rapa var. rapifera)
- rzodkiew zwyczajna, rzodkiew (Raphanus sativus)
- rzodkiewka (Raphanus sativus var. sativus)
- rzodkiew japońska, daikon (Raphanus sativus longipinnatus)

### Warzywa strączkowe
- bób (Vicia faba var. major)

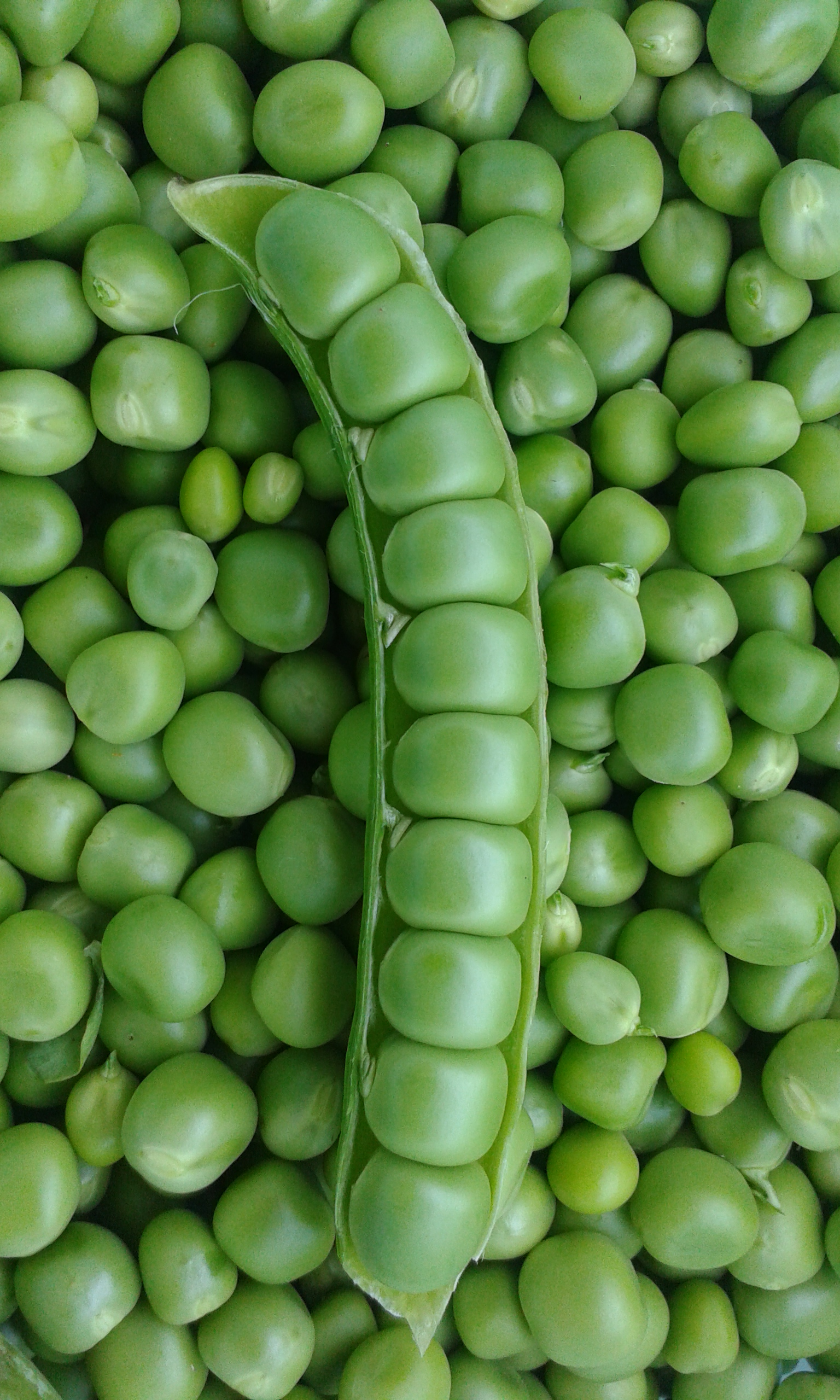
Groch zwyczajny

- ciecierzyca pospolita (Cicer arietinum L.)
- fasola zwykła (Phaseolus vulgaris)
- fasola wielokwiatowa (Phaseolus coccineus syn. multiflorus)
- groch zwyczajny (Pisum sativum)
- soczewica jadalna (Lens culinaris)
- soja warzywna (Glycine max)

### Warzywa wieloletnie
- chrzan pospolity (Armoracia rusticana)
- rabarbar ogrodowy (Rheum rhaponticum)
- szczaw zwyczajny (Rumex acetosa)
- szparag lekarski (Asparagus officinalis)

### Warzywa przyprawowe
- cząber ogrodowy (Satureja hortensis)
- kminek zwyczajny (Carum carvi)
- koper ogrodowy (Anethum graveolens)
- lebiodka majeranek, majeranek ogrodowy (Origanum majorana)

### Warzywa różne

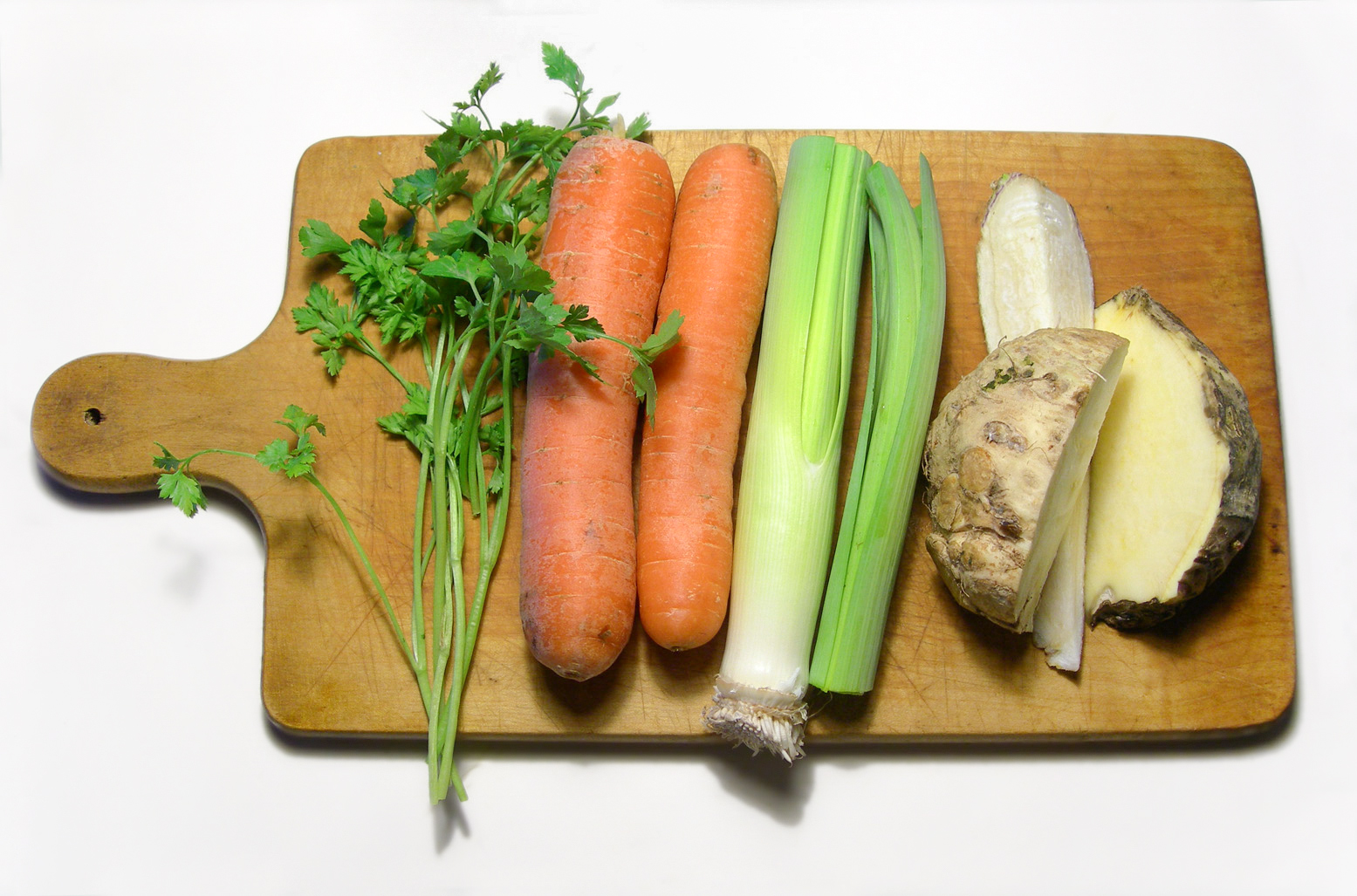
Warzywa (włoszczyzna)

- kapary cierniste, kapary (Capparis spinosa)
- karczoch zwyczajny (Cynara scolymus)
- karczoch hiszpański, kard (Cynara cardunculus)
- kukurydza cukrowa (Zea mays var. saccharata)
- oliwka europejska (Olea europaea; także roślina oleista)[3]
- pochrzyn chiński (Dioscorea batatas)

### Grzyby

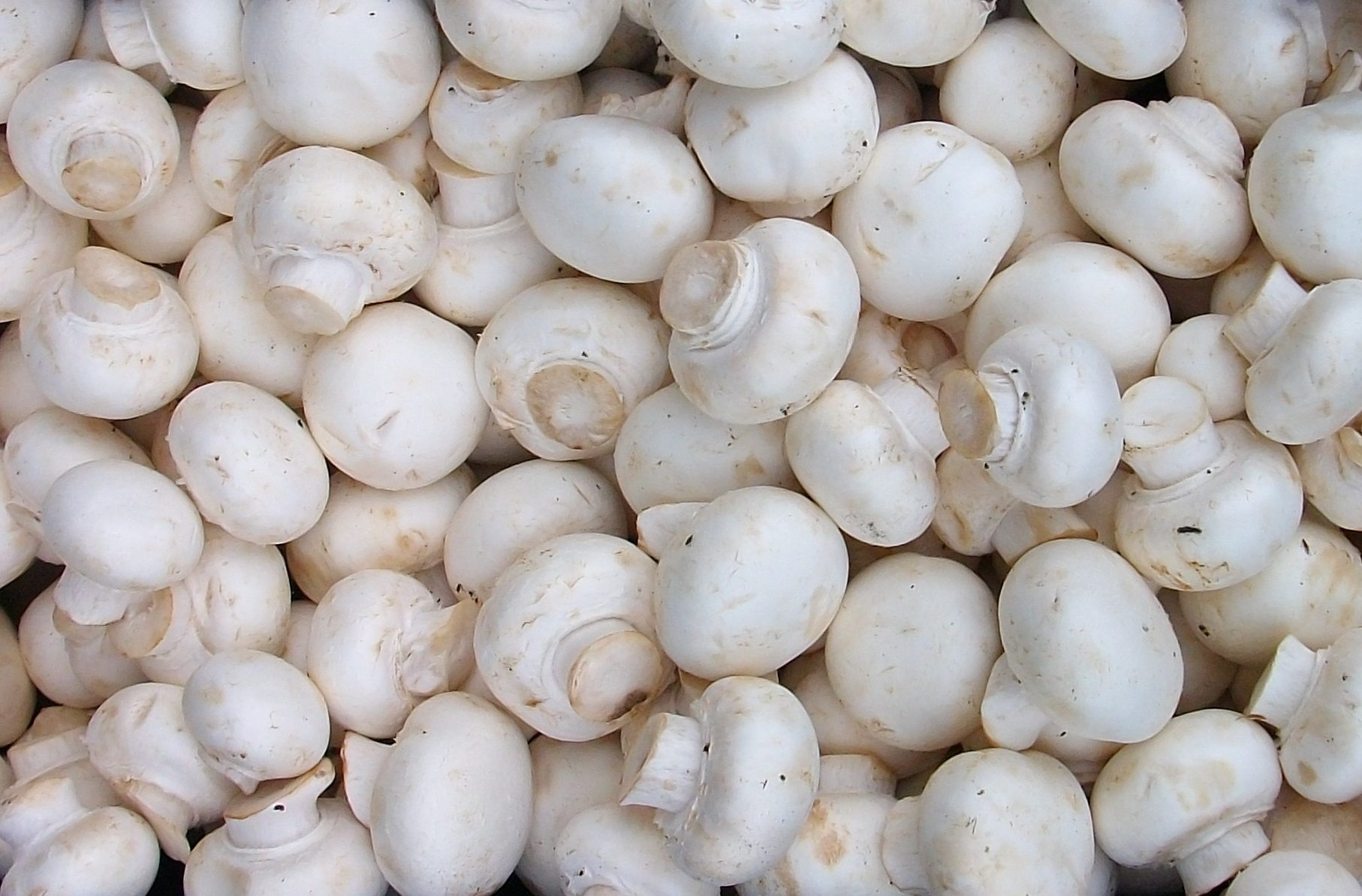
Pieczarka dwuzarodnikowa

Zaliczane do warzyw w klasyfikacjach urzędowych. Przykłady:
- pieczarka (Agaricus spp.)
- pieprznik jadalny (Cantharellus cibarius)
- borowikowate (Boletaceae)
- trufle (Tuber spp.)
- uszak (Auricularia spp.)
- trzęsak (Tremella spp.)

## Klasyfikacja według pochodzenia

### Europa
Warzywa, które prawdopodobnie wyhodowano w Europie (według „Exploring The Global Garden”).
- brukiew – hodowla co najmniej od 1620, pochodzi ze Szwecji lub Rosji
- burak liściowy – pochodzi z Włoch
- burak zwyczajny – hodowany w Holandii być może już od neolitu, także w starożytnym Egipcie, Mezopotamii (tu hodowany co najmniej od lat 700 p.n.e.)
- jarmuż
- kalarepa
- kapusta
- kapusta brukselska
- pasternak zwyczajny
- pietruszka
- por
- rzepa
- seler